# ویل اتکینسون
ویل اتکینسون (انگلیسی: Will Atkinson؛ زادهٔ ۱۴ اکتبر ۱۹۸۸) یک بازیکن فوتبال است. وی بازی حرفه‌ای خود را با باشگاه فوتبال هال سیتی در ۲۰۰۶ شروع کرد.